# Romano Frantzen
 Romano Frantzen  (nacido el 18 de abril de 1982) es un tenista profesional holandés, nacido en la ciudad de La Haya, Países Bajos.

## Carrera
Su mejor ranking individual es el Nº 574 alcanzado el 17 de agosto de 2009, mientras que en dobles logró la posición 273 el 21 de noviembre de 2005.
No ha logrado hasta el momento títulos de la categoría ATP ni de la ATP Challenger Tour, aunque sí ha obtenido varios títulos Futures en la modalidad de dobles.